# 俄國革命民主主義美學
俄國革命民主主義美學是一种接受了德國古典美學影響的美学。它是馬克思主義以前唯物主義美學的最高成就，特點是把美學自覺建立在現實生活的基礎之上。文藝批評與生活實踐緊密結合，具有鮮明的戰鬥力和功利性。